# Andrășești
Andrășești es una comuna ubicada en el distrito de Ialomița, Rumania.

## Superficie
Cuenta con una superficie de 46,28 kilómetros cuadrados.

## Demografía
Hasta 2021 la población era de 1801 habitantes, con una densidad de población de 38,92 habitantes por kilómetro cuadrado.